# La Reforma (Oaxaca)
La Reforma es una localidad del estado mexicano de Oaxaca. Es cabecera del municipio de La Reforma.

## Demografía
| Censo | Población |
| ----- | --------- |
| 1910  | 689       |
| 1921  | 1004      |
| 1930  | 632       |
| 1940  | 744       |
| 1950  | 672       |
| 1960  | 803       |
| 1970  | 1246      |
| 1980  | 945       |
| 1990  | 1185      |
| 1995  | 1181      |
| 2000  | 1290      |
| 2005  | 1259      |
| 2010  | 1362      |
| 2020  | 1430      |